# Johan Stiernschantz
Johan Stiernschantz (ursprungligen Wessman), född 24 juni 1670 på Nyenskans i Ingermanland, död 1728, var en finländsk krigare.
Wessman blev volontär vid Brakels regemente 1692, tjänade sedermera i Brabant, där han sårades och tillfångatogs, blev fältväbel 1700, kunglig livdrabant 1702, major vid Viborgs fördubblingsregemente 1704, adlades 1705 och antog namnet Stiernschantz samt utnämndes 1710 till överste för Savolax regemente och kommendant på Kexholms fästning. Med en besättning av 300–400 man höll han där i två månaders tid stånd mot den ryske generalmajoren Roman Bruce, men tvingades slutligen efter 14 dagars bombardemang den 9 september ge upp, dock med förbehåll om fritt avtåg med garnisonen (en på Stiernschantz befallning under belägringen förd journal är tryckt i "Karolinska krigares dagböcker", del XI.) 
År 1711 kommenderade Stiernschantz tillsammans med Carl Gustaf Armfeldt trupperna i Savolax och företog under början av året flera lyckade strövtåg mot de fientliga utposterna i Parikkala. I februari och mars skingrades ryska trupper vid Koitsanlahti och Hannukkala, och senare framträngde de båda överstarna ända till Mola. Sedan Helsingfors fallit i fiendens händer, försökte Stiernschantz i augusti 1713 hindra tsar Peter den stores frammarsch till Åbo, i det att han vid Karis bro med 500 man kastade sig i dennes väg. Han blev dock efter en het strid tvungen att dra sig tillbaka. I december 1713 begav han sig till Savolax, varifrån han tillförde finska armén en förstärkning av 600 man. Men då utbröt skarp misshällighet mellan honom och Armfeldt. Stiernschantz yrkade i krigsrådet på att man skulle undvika strid, och höll sig under det olyckliga slaget vid Napo by i Storkyro den 19 februari 1714 undan från striden under förevändning av sjukdom. 
Från denna tid var Stiernschantz mindre gärna sedd i armén, vilket förmodligen var orsaken till att han 1724 tog avsked och ingick i rysk krigstjänst som brigadjär. Han bevistade kriget i Persien, där han avancerade till generalmajor, och var krigsguvernör i Astara i Persien.